# 聖克魯斯貝拉帕斯
聖克魯斯貝拉帕斯（西班牙語：Santa Cruz Verapaz），是危地馬拉的城鎮，位於該國北部，由上維拉帕斯省負責管轄，面積48平方公里，海拔高度1,406米，2002年人口10,012，人口密度每平方公里208.58人。